# 费沃
费沃（法語：Fèves，法語發音：[fɛv] ⓘ）是法国摩泽尔省的一个市镇，属于梅斯区。

## 地理
费沃（49°11'44"N, 6°7'12"E）面积4.8 平方千米，位于法国大東部大區摩泽尔省，该省份为法国东北部内陆省份，是洛林的一部分，西南接默尔特-摩泽尔省，东临下莱茵省，北与卢森堡和德国接壤。
与费沃接壤的市镇（或旧市镇、城区）包括：布龙沃、迈济耶尔莱梅斯、马朗日-锡尔旺日、诺鲁瓦勒沃讷尔、龙库尔、圣普里瓦拉蒙塔涅、瑟梅库尔、瓦皮。

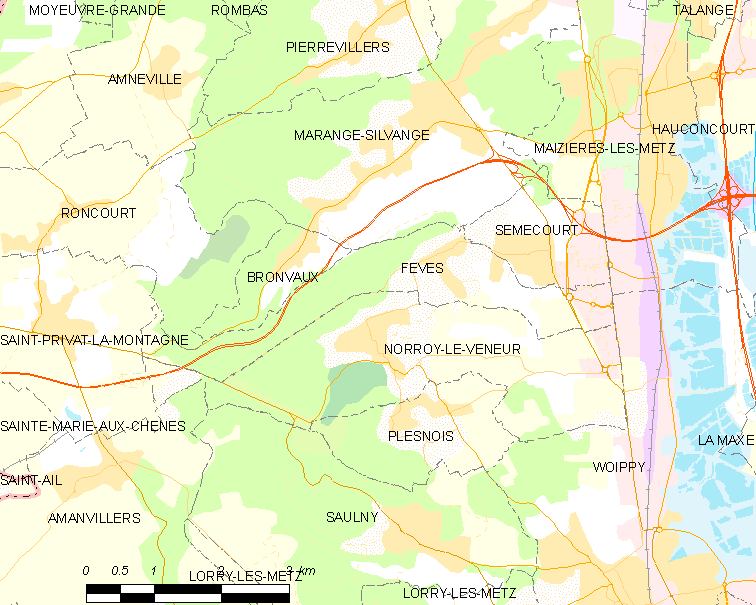
费沃的OSM定位图

费沃的时区为UTC+01:00、UTC+02:00（夏令时）。

## 行政
费沃的邮政编码为57280，INSEE市镇编码为57211。

## 政治
费沃所属的省级选区为龙巴县。

## 人口

1962-2008年间费沃人口变化图示

费沃于2022年1月1日时的人口数量为1196人。